# Ghumarwin
Ghumarwin es una ciudad y concejo municipal  situada en el distrito de Bilaspur,  en el estado de Himachal Pradesh (India). Su población es de 7899 habitantes (2011). 

## Demografía
Según el censo de 2011 la población de Ghumarwin era de 7899 habitantes, de los cuales 4175 eran hombres y 3724 eran mujeres. Ghumarwin tiene una tasa media de alfabetización del 91,35%, superior a la media estatal del 82,80%: la alfabetización masculina es del 94,79%, y la alfabetización femenina del 87,58%.